# Meaño
Meaño ist eine galicische Gemeinde in der Provinz Pontevedra im Nordwesten Spaniens mit 5.264 Einwohnern (Stand: 2024). 

## Geografie
Die Nachbargemeinden sind Meis, Poyo, Ribadumia, Sangenjo und Cambados.

## Gemeindegliederung
Die Gemeinde Meaño ist in sieben Parroquias gegliedert:
| Parroquias | Patrozinium    | Einwohner 2024 | Fläche km² | Dichte Einw./km² | Höhe msnm | Ortskennzahl |
| ---------- | -------------- | -------------- | ---------- | ---------------- | --------- | ------------ |
| Covas      | Santa Cristina | 310            | 2,25       | 138              | 54        | 36027010000  |
| Dena       | Santa Eulalia  | 2.221          | 5,36       | 414              | 21        | 36027020000  |
| Lores      | San Miguel     | 601            | 3,57       | 168              | 92        | 36027030000  |
| Meaño      | San Xoán       | 495            | 2,26       | 219              | 58        | 36027040000  |
| Padrenda   | San Martiño    | 441            | 2,01       | 219              | 30        | 36027050000  |
| Simes      | Santa María    | 544            | 6,05       | 90               | 128       | 36027060000  |
| Xil        | Santa Eulalia  | 646            | 6,24       | 104              | 92        | 36027070000  |

## Wirtschaft
| Ackerbau, Viehzucht und Fischerei                                                  | 0212  | 09,98  |
| Industrie                                                                          | 0308  | 014,50 |
| Bauwirtschaft                                                                      | 0263  | 012,38 |
| Dienstleistungsbetriebe                                                            | 1.341 | 063,14 |
| Total                                                                              | 2.124 | 100,00 |
| * Daten aus dem Statistischen Amt für Wirtschaftliche Entwicklung in Galicien, IGE |       |        |